# Школа № 1637
ГБОУ Школа № 1637 (ранее Центр Образования № 1637 и Гимназия № 1637) — учебно-воспитательный комплекс, гимназия с углублённым изучением предметов художественно-эстетического цикла. Расположена на востоке Москвы, в районе Перово. Школа № 1637 представляет собой совокупность дошкольного образовательного учреждения и начальной школы в здании на Федеративном проспекте, и школы, расположенной в главном здании на 3-й Владимирской улице, 12А, здании бывшей школы № 635 на Новогиреевской улице, 22А.
Школа работает в режиме полного дня, пятидневная учебная неделя. Обучение производится по плану, согласно четвертям, в старших классах — полугодиям. Изучение английского языка начинается со второго класса. Основной приоритет в школе — художественно-эстетический цикл обучения. Уже с первого класса детям преподают ИЗО, ДПИ, со первого — музыку, с пятого — мировую художественную культуру.

## Профильные классы

### Классы основное общее образование:( 5-9 )

#### Кадетский класс (К)
Класс направленный в первую очередь на первичную военную подготовку детей и подростков, воспитания патриотизма, прививание правильных высокоморальных исторических ценностей молодому поколению. В кадетском классе присутствуют звания и руководители ( Офицеры-Воспитатели ). Обучение начинается с 5 класса по 9 класс.

#### Класс Математическая вертикаль (М)
Класс направленный на изучение точных наук: Математики( Алгебры и Геометрии ) , Теории вероятности и статистики, черчения, физики и информатики на углубленном уровне. В классе постоянно проходят диагностики для продолжения обучения, поддержания достойного уровня знаний в классе. В этом классе начинается обучение с 7 класса по 9 класс.

### Классы среднее общее образование:( 10-11 )

#### Медиа Класс
Класс направленный на пред-профессиональную подготовку школьников в профессиях: Журналистика, Фотография, Монтаж, и прочих творческих навыков. Углублённое изучение предметов: Литература, Иностранный язык ( Английский ), Обществознание. А так-же профильные уроки: "Журналистика и медиа", "Технологии медиапроизводства". Традиционно медиа-класс занимается медиа-ресурсами школы группой в Вконтакте , каналом в Телеграмме , ведением школьной газеты.

#### Медицинский класс
Класс направлен на пред-профессиональную подготовку школьников в профессиях связанные с медициной. С углублённым изучением Химии и Биологии.

## Управление школы
Управлением Образовательной организации занимается Управляющий совет.
Председатель управляющего совета: Буцкая Татьяна Викторовна
На 2023 год в совете состоит: 1 представитель учредителя, 8 работников Образовательной организации, 4 Родителя, 5 учеников.

### Задачи Управляющего совета[6]
- Защита прав и законных отношений участников образовательных отношений
- Обеспечение максимальной эффективности образовательных процессов
- Определение основных направлений развития образовательной организации
- Содействие созданию в образовательной организации оптимальных условий и форм организации образовательного процесса
- Обеспечение прозрачности привлекаемых и расходуемых финансовых и материальных средств
- Контроль качества и безопасных условий обучения и воспитания в образовательных организации

## История
- Средняя общеобразовательная школа № 736 на 3-й Владимирской улице была открыта в 1955 году[7]. Это была одна из первых крупноблочных школ, построенных по типовому проекту Т-2[8][9].
- В 1988 году директором школы назначена Пшенина, Ирина Вадимовна[7].
- В 1989 году был присвоен статус школы с углублённым изучением предметов художественно-эстетического цикла, позднее — образовательной области «Искусство».
- В 1993 году школа № 736 и детский сад № 1626 были объединены в учебно-воспитательный комплекс № 1637 с углубленным изучением предметов художественно-эстетического цикла[7].
- С 2003 года по 2014 год центр образования работал в составе городской экспериментальной площадки по теме «Модернизация художественно-эстетического образования в условиях экспериментальной деятельности»[7][10].
- В декабре 2005 года школе был присвоен статус ГБОУ центра образования № 1637.
- В 2014 году статус сменен на гимназию.
- В 2015 году гимназия № 1637 объединилась со средней образовательной школой № 635 (Новогиреевская ул., 22А).
- 3 мая 2017 года новым директором школы стала Зуева Наталья Андреевна[11]
- В 2018 году статус сменён на школу.
- 20 января 2022 года был назначен новый директор  Бодер Дмитрий Израильевич[12]
  - 2 июля 2022 года Дмитрий Израильевич умер из за обширного инфаркта.
- 22 Сентября 2022 года была назначена новым директором Лоцман Елена Сергеевна. [13]

## Достижения
По состоянию на 2014 год в гимназии обучалось около 900 детей и подростков. Во всей гимназии работает около 100 учителей, в школе — 74 педагога, среди которых многие имеют высшую квалификацию (27 педагогов) и имеют звание «Почетный работник общего образования» (11 педагогов). Несколько представителей педагогического коллектива являются победителями разных этапов конкурса «Учитель года Москвы» (И. А. Данилов — победитель окружного этапа конкурса педагогического мастерства и общественного признания «Учитель года города Москвы 2012»; О. В. Рыбаулина — лауреат городского конкурса «Учитель года Москвы — 2012». Ольга Рыбаулина является одним из авторов герба района Перово). Также преподаватели английского языка Т. Ю. Васина, Е. Б. Завьялова, учитель МХК М. А. Дмитренко и др. награждены медалями 850-летия Москвы.
На 2024 год в школе обучается около 950 детей и подростков. Во всём комплексе образовательных учреждений работает 123 человека. Учителей, Воспитателей, Хоз-работников, Учителей доп. образование, Сотрудников администрации и прочих.
В 2006 году центр образования стал победителем конкурса инновационных программ Министерства образования и науки РФ в рамках приоритетного национального проекта «Образование», в 2008 году центр образования — победитель конкурса «Грант Москвы» в области инновационных технологий в сфере образования
. По данным 2009 года из центра образования № 1637 победителем нацпроекта «Образование—2009» и удостоенным звания Лучший учитель Москвы стала Н. В. Никель, учитель истории, обществознания, истории религий и права, заняв 231-е место.
В начале 2024 году учитель физики Белобородов Петр Игоревич стал призером X Метапредметной олимпиады «Московский учитель»
В конце 2024 году учитель физики Белобородов Петр Игоревич стал призером XI Метапредметной олимпиады «Московский учитель»

### Положение в рейтингах
Школа № 1637 регулярно входит в рейтинги лучших школ Москвы, составленные департаментом образования по результатам образовательной деятельности:
| Год   | 2011 | 2012 | 2013 | 2014 | 2015 | 2016 | 2017 | 2018 |
| ----- | ---- | ---- | ---- | ---- | ---- | ---- | ---- | ---- |
| Место | —    | 34   | 54   | 30   | 209  | 270  | 234  | 305  |

## Педагогический состав
По состоянию на 2024 год в комплексе учреждений состоят 38 Предметных учителей, 13 Учителей начальных классов, 26 Воспитателя и помощников воспитателей, 9 Учителей доп. образования дошкольного уровня.
| ФИО Преподавателя                 | Преподаваемая дисциплина ( Должность )        | Стаж работы* | Категория (при наличиии) | Награды и почётные звания (Без учёта грамот, благодарственных писем) |
| --------------------------------- | --------------------------------------------- | ------------ | ------------------------ | --- |
| Лоцман Елена Сергеевна            | Администрация. Директор                       | 32           |                          | Нагрудный знак «За социальное партнерство» Исполнительного комитета Профсоюза работников народного образования и науки РФ (2017г.) Нагрудный знак «Лауреат года Республики Карелия» (2010г.) Нагрудный знак «За активную военно-патриотическую работу» (2023г.) Ветеран труда Российской Федерации |
| Гусева Ирина Игоревна             | Администрация. Заместитель директора          | 8            |                          | |
| Деморчук Наталья Викторовна       | Администрация. Заместитель директора          | 2,7          |                          | Медаль "За патриотическое воспитание молодежи" |
| Данильченко Ирина Васильевна      | Администрация. Заместитель директора          | 28           |                          | |
| Шеламов Дмитрий Викторович        | Администрация. Заместитель директора          |              |                          | |
| Албандаев Александр Александрович | Администрация. Администратор школьного здания |              |                          | |
| Агаркова Оксана Анатольевна       | Учитель русского языка и литературы           |              |                          | |
| Бакастова Алла Петровна           | Учитель русского языка и литературы           |              |                          | |
| Бокова Светлана Ивановна          | Учитель русского языка и литературы           | 42           | Высшая                   | Медаль "В память 850-летия Москвы" "Ветеран труда" |
| Морозова Екатерина Владимировна   | Учитель русского языка и литературы           | 21           | Высшая                   | Сертификат "МГУ - Школе". «Работа со школьниками в цифровой образовательной среде: современные технологии и возможности онлайн-обучения». Диплом призёра регионального этапа всероссийской олимпиады учителей русского языка «Хранители русского языка» |
| Новожилова Анна Михайловна        | Учитель русского языка и литературы           | 8            | Высшая                   | |
| Яруллина Виктория Анатольевна     | Учитель русского языка и литературы           |              |                          | |
| Брянцева Ирина Васильевна         | Учитель математики                            |              |                          | |
| Макарцева Анастасия Александровна | Учитель математики                            | 20           | Высшая                   | |
| Михатулин Юрий Дмитриевич         | Учитель математики                            |              |                          | |
| Коваленко Камилла Павловна        | Учитель математики                            |              |                          | |
| Полянская Ирина Владимировна      | Учитель биологии                              | 11           | Высшая                   | Диплом участника номинации «Учитель года» второго этапа Московского городского профессионального конкурса педагогического мастерства и общественного признания «Педагог года Москвы – 2014». Окружной фестиваль «Педагог – профессия творческая». Диплом участника. Федеральная инновационная площадка «Технологии достижения метапредметных результатов в рамках реализации ФГОС нового поколения». Межрегиональная ассоциация «Мыследеятельностная педагогика - Школе будущего". Диплом за III место в финале конкурса. |
| Иванова Ольга Анатольевна         | Учитель биологии                              | 21           | Высшая                   | |
| Чистяков Федор Егорович           | Учитель биологии                              | 7            | Высшая                   | Диплом победителя V метапредметной олимпиады «Московский учитель» (2018) Диплом победителя олимпиады «Современный московский учитель» - (2019) Диплом призера Олимпиады по функциональной грамотности для учителей (2020) Диплом победителя VII метапредметной олимпиады «Московский учитель» (2020) Диплом призера VIII метапредметной олимпиады «Московский учитель» (2021) Диплом призера метапредметной олимпиады для учителей «Команда большой страны» (2021) Диплом призера регионального этапа Всероссийской олимпиады учителей естественных наук «ДНК науки» - биология (2022) Диплом призера регионального этапа Всероссийской олимпиады учителей естественных наук «ДНК науки» - биология (2023) |
| Булгакова Елена Вячеславовна      | Учитель географии                             | 27           | Высшая                   | |
| Амонатова Екатерина Николаевна    | Учитель английского языка                     |              |                          | |
| Акопян Оксана Сергеевна           | Учитель английского языка                     | 2            |                          | Награждена памятной медалью “XIX Всемирный фестиваль молодежи и студентов 2017 года в г. Сочи” от имени Президента Российской Федерации. К памятной медали“XIX Всемирный фестиваль молодежи и студентов 2017 года в г. Сочи” прилагается грамота. |
| Бурмистрова Екатерина Алексеевна  | Учитель английского языка                     | 9            | Высшая                   | |
| Клёцина Татьяна Егоровна          | Учитель английского языка                     | 8            | Высшая                   | |
| Котенёва Инна Валерьевна          | Учитель английского языка                     | 17           | Высшая                   | Диплом «Учитель цифрового века» Диплом ВОУО ДО г. Москвы . Победитель окружного этапа Московского городского профессионального конкурса педагогического мастерства и общественного признания в номинации «Самый классный классный» |
| Фомина Мария Михайловна           | Учитель английского языка                     |              |                          | Лауреат Всероссийского конкурса «Студент года. Педагоги» |
| Истомина Татьяна Александровна    | Учитель технологии                            | 19           | Высшая                   | |
| Малахова Ирина Алексеевна         | Учитель ИЗО                                   | 33           | Высшая                   | Заслуженный учитель РФ Почетный работник общего образования РФ Грант Москвы в области наук и технологий в сфере образования Диплом Департамента образования г. Москвы, МИОО и ЦНХО за подготовку победителей в Московском конкурсе выставочных проектов Благодарность Департамента образования г. Москвы, МИОО и ЦНХО за организацию и проведение городского семинара на тему «Система работы с детьми в области изобразительного искусства в начальной школе» |
| Удыма Лидия Сергеевна             | Учитель ИЗО                                   | 33           | Высшая                   | Почетный работник общего образования г. Москвы Ветеран труда Диплом Департамента образования г. Москвы, МИОО и ЦНХО за подготовку победителей в Московском конкурсе выставочных проектов |
| Антонова Татьяна Николаевна       | Учитель экономики и права                     |              |                          | |
| Никель Наталья Владимировна       | Учитель истории и обществознания              | 33           | Высшая                   | Почетный работник образования города Москвы Грамота Министерства образования РФ Грант Президента Российской Федерации конкурса лучших учителей Российской Федерации Приоритетный национальный проект "Образование» |
| Когут Ольга Вячеславовна          | Учитель истории и обществознания              | 24           | Высшая                   | Почетный работник общего образования РФ. |
| Шарапова Анна Александровна       | Учитель истории                               | 12           | Высшая                   | |
| Хрусталь Иоанн Дмитриевич         | Учитель истории и обществознания              |              |                          | |
| Крупина Ольга Валентиновна        | Учитель информатики                           | 25           |                          | |
| Паршина Ольга Владимировна        | Учитель информатики                           |              |                          | |
| Богачёва Юлия Николаевна          | Учитель музыки                                | 15           | Первая                   | |
| Грехова Светлана Васильевна       | Учитель химии                                 | 19           | Высшая                   | |
| Захаров Игорь Иосифович           | Учитель физической культуры                   |              |                          | |
| Рябинская Анастасия Владимировна  | Учитель физической культуры                   | 11           | Первая                   | |
| Вагина Ирина Викторовна           | Учитель физической культуры                   | 34           | Высшая                   | |
| Кузнецова Людмила Геннадьевна     | Учитель физической культуры                   | 36           | Высшая                   | |
| Белобородов Петр Игоревич         | Учитель физики                                | 7            |                          | Абсолютный победитель конкурса «Учитель года столицы Республики Башкортостан 2021» Победитель конкурса «Учитель года Республики Башкортостан 2021» в номинации «Педагогический дебют» призер X Метапредметной олимпиады «Московский учитель» призер XI Метапредметной олимпиады «Московский учитель» |
| Газин Игорь Алексеевич            | Учитель физики                                | 10           |                          | |

| ФИО Преподавателя                 | Стаж работы* | Категория (при наличиии) | Награды и почётные звания (Без учёта грамот, благодарственных писем) |
| --------------------------------- | ------------ | ------------------------ | --- |
| Асташева Ольга Юрьевна            | 32           | Высшая                   | Почетный член жюри фестиваля международных и всероссийских дистанционных конкурсов "Таланты России"(свидетельство) Лауреат конкурса "Учитель года - 2008"(грамота) Участник конкурса "Учитель года Москвы - 2012" |
| Борисова Любовь Викторовна        | 20           | Высшая                   | |
| Ефимова Валентина Николаевна      | 36           | Высшая                   | |
| Зернова Светлана Борисовна        | 22           | Высшая                   | |
| Масленникова Татьяна Владимировна |              |                          | |
| Пасечникова Светлана Юрьевна      |              |                          | |
| Кондрашова Ольга Владимировна     | 26           | Высшая                   | |
| Никулина Ирина Николаевна         | 38           | Высшая                   | Почетный работник Образования РФ Медаль «В память 850-летия Москвы» "Ветеран Труда" |
| Молчанова Людмила Юрьевна         | 26           | Высшая                   | |
| Насаева Вера Вадимовна            | 18           | Высшая                   | |
| Романова Марина Анатольевна       | 32           | Высшая                   | |
| Смирнова Елена Юрьевна            | 13           | Высшая                   | |
| Филиппова Наталья Анатольевна     | 30           | Высшая                   | |

## Происшествия
17 октября 2009 года девять семиклассников на уроке получили ожог роговицы глаз после того, как преподаватель включил кварцевую лампу для антибактериальной обработки, связанной с профилактикой заболевания ветрянки. Все пострадавшие были госпитализированы в Морозовскую больницу. Сразу же после госпитализации учащихся была проведена проверка следственными органами Следственного комитета при прокуратуре Российской Федерации по городу Москве по факту происшествия.